# Porites nodifera
Porites nodifera — вид шестипроменевих кам'янистих коралів роду Поріт (Porites) родини Poritidae. Відомий як корал-купол.

## Опис
Porites nodifera формують колонії, що складаються з окремих кластерів з заокругленими стовпчиками з гладкою поверхнею. Кожен кластер зазвичай - це ізольована субколонія.
Колір колоній - коричневий від блідого до темного.

## Поширення та середовище існування
Місце проживання - Індійський океан, включаючи Червоне море, Перську затоку та Аденську затоку.
Живе на мілководді, на глибині близько 0-5 метрів у тропічних водах. Porites nodifera толерантні до високої солоності води.

## Збереження
Цей корал занесено до Червоного списку, що створений Міжнародним союзом охорони природи.  

## Галерея

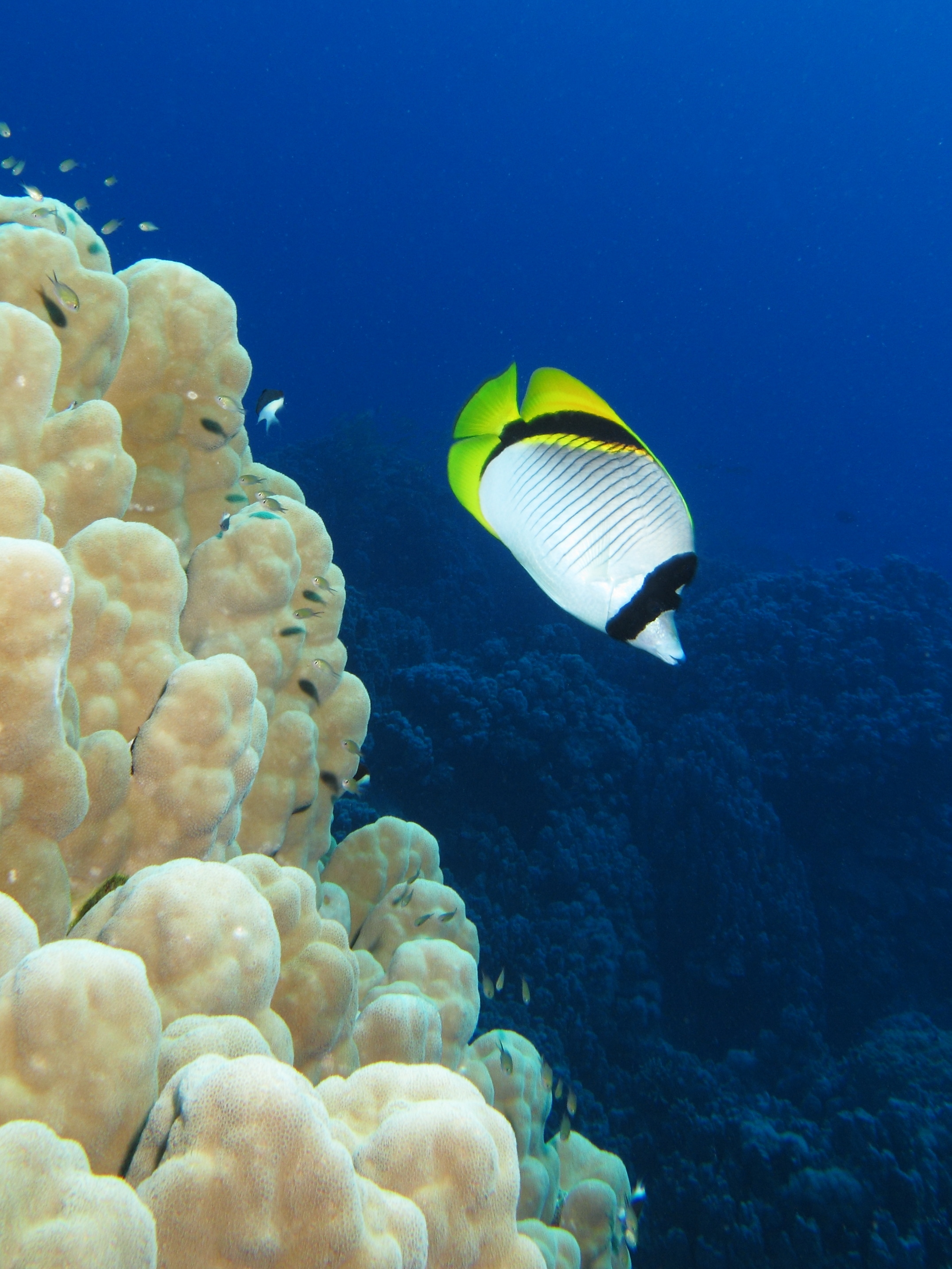
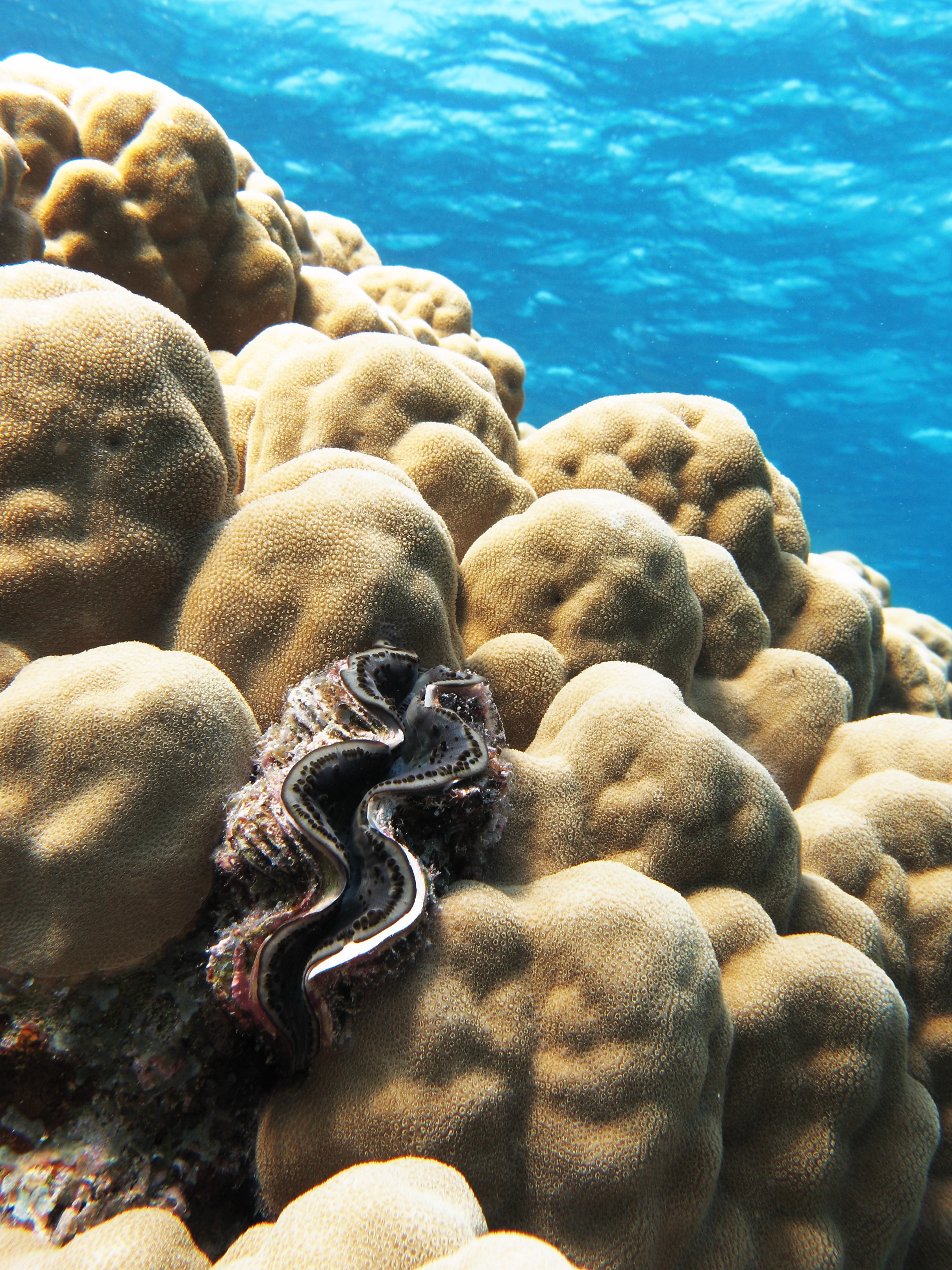